# Terug naar Oegstgeest (film)
Terug naar Oegstgeest is een Nederlandse speelfilm van Theo van Gogh uit 1987, naar de romans Terug naar Oegstgeest, Serpentina's petticoat en Dominee met de strooien hoed van Jan Wolkers. Als internationale titel heet de film Return to Oegstgeest.
Critici en schrijver Jan Wolkers waren erg enthousiast over de film, alleen het publiek kwam niet in groten getale naar de bioscoop. Filmcriticus Simon van Collem schreef in NRC Handelsblad dat 'een film van van Gogh de garantie biedt op een lege bioscoopzaal.' De film werd eind 1987 op diverse filmfestivals in Amerika en Canada vertoond. Fedja Nijholt maakt zijn debuut in de film, later zou hij bekender worden als Fedja van Huêt.

## Verhaal
Jan keert terug naar huis wanneer zijn vader op sterven ligt. Eenmaal thuis denkt hij terug aan vroeger, hoe zijn dominante vader het gezin regeerde en over zijn moeder, die daar op haar manier mee omging. En over zijn broer Peter die vroeg overleed, waarbij Jan vraagtekens plaatst en zich afvraagt of hij wat van doen had met diens dood. Ook passeren Koosje, die tijdens de oorlog bij het gezin onderdook, en Serpentina Jans gedachten.

## Rolverdeling
| Acteur          | Personage    |
| --------------- | ------------ |
| Hidde Kuiper    | kleine Jan   |
| Casper de Boer  | Jan          |
| Cas Enklaar     | oude Jan     |
| Tom Jansen      | Vader        |
| Geert de Jong   | Moeder       |
| Fedja Nijholt   | kleine Peter |
| Leen Jongewaard | oom Louis    |
| Jes Vriens      | Koosje       |
| Renée Fokker    | Serpentina   |

## Citaten
"Van begin tot einde briljant (...) Een torenhoge uitschieter boven alles wat er de laatste jaren in Nederland verfilmd is" - aldus Jan Wolkers.